# Bernard Darniche
Bernard Darniche (rođen 28. ožujka 1942.) je francuski umirovljeni reli-vozač. Darniche je nastupao na utrkama svjetskog prvenstva u reliju (WRC) od 1973.g. do 1987. Ukupno je zabilježio 38 nastupa na WRC utrkama, 7 pobjeda, dok je 11 puta završio na pobjedničkom podiju. 
Darniche je 6 puta pobijedio na utrci Reli Korzika (1970, 1975, 1977, 1978, 1979 i 1981), što je kasnije izjednačio njegov sunarodnjak Didier Auriol. U prvoj godini FIA Kupa za vozače završio je ukupno treći u poretku, te je sljedeće dvije sezone završavio među prvih deset u ukupnom poretku. Osvojio je Reli Monte Carlo 1979., te drži rekord za najviše pobjeda na zloglasnoj etapi tog relija "Col de Turini" koje se vozi na alpskom prijevoju na visini od 1600m po noći.  